# Студыни
Студыни (укр. Студині) — село в Доросиневской сельской общине Луцкого района Волынской области Украине.
До 2020 года входило в Рожищенский район.
Код КОАТУУ — 0724581003. Население по переписи 2001 года составляет 262 человека. Почтовый индекс — 45136. Телефонный код — 3368. Занимает площадь 1,47 км².